# Lijst van hotels en casino's in de Las Vegas Valley
Dit is een lijst van hotels en casino's in Las Vegas en de omliggende steden en gemeenten van de Las Vegas Valley.

## A
- Aladdin
- Aria

## B
- Bally's
- Barbary Coast Hotel & Casino
- Bellagio
- Binion's Gambling Hall & Hotel
- Binion's Horseshoe
- Big Red's Casino
- Boardwalk Hotel & Casino
- Bourbon Street Hotel & Casino

## C

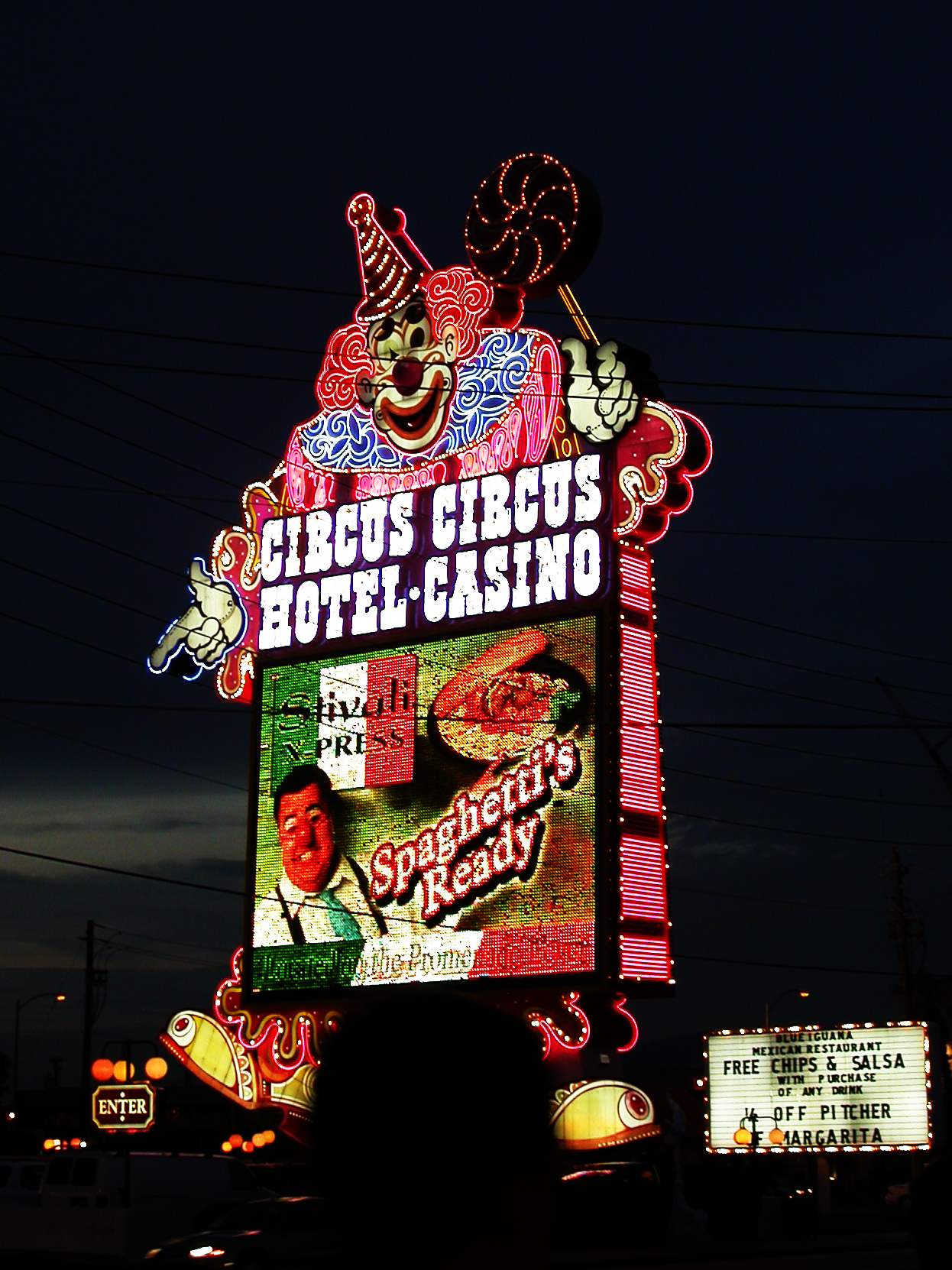
Circus Circus

- Caesars Palace
- California Hotel & Casino
- Casino Royale Hotel & Casino
- Castaways
- Castaways hotel & casino
- Circus Circus
- The Cosmopolitan of Las Vegas

## D
- Desert Inn
- The Dunes Hotel

## E
- Echelon Place
- El Rancho Casino
- El Rancho Vegas
- Ellis Island Casino & Brewery
- Encore
- Excalibur Hotel & Casino

## F
- Fitzgeralds
- Flamingo
- Fontainebleau Resort
- Four Queens
- Fremont Hotel & Casino
- New Frontier Hotel & Casino

## G
- Glass Pool Inn
- Gold Coast Hotel & Casino
- Golden Gate Hotel & Casino
- Golden Nugget
- Green Valley Ranch Resort & Spa

## H
- Hacienda
- Hard Rock Hotel & Casino
- Harmon Hotel
- Harrah's
- Holiday Casino
- Holy Cow Casino & Brewery
- Hooters Hotel & Casino

## I
- Imperial Palace

## J
- Jackpot Casino
- Jokers Wild Casino

## K
- Klondike Hotel & Casino

## L
- Lady Luck Hotel & Casino
- The Landmark Hotel * Casino
- LVH – Las Vegas Hotel & Casino
- Las Vegas Plaza
- Lotus Inn Hotel & Casino
- Lucky Slots Casino
- Luxor Hotel

## M
- MGM Grand
- Main Street Station Hotel & Casino
- Mandalay Bay
- Marina Hotel & Casino
- Maxim Casino
- The Mint
- The Mirage
- Money Tree Casino

## N
- New Frontier Hotel & Casino
- New York-New York Hotel & Casino

## O
- O'Sheas Casino
- Orleans Hotel & Casino

## P
- Palace Station
- The Palazzo
- The Palms
- Paris
- Park MGM
- Planet Hollywood

## R
- Rampart Casino
- Red Rock Resort Spa & Casino
- Rio All Suite Hotel & Casino
- Riviera Hotel & Casino

## S
- Sahara Hotel & Casino
- Sam's Town Hotel & Casino
- San Rémo Hotel
- San Souci Hotel
- Sands Hotel
- Silver City Hotel & Casino
- Silver Slipper
- Silverton Hotel & Casino
- Slots-A-Fun Casino
- South Coast Hotel & Casino
- Stardust Resort & Casino
- Stratosphere
- Suncoast Hotel & Casino

## T
- Tally Ho Hotel
- Thunderbird
- Treasure Island Hotel & Casino
- Tropicana Las Vegas
- Trump International Hotel and Tower

## V
- Vacation Village Resort & Casino
- Vdara Hotel & Spa
- Veer Towers
- Vegas World
- The Venetian

## W
- Waldorf Astoria Las Vegas
- Westward Ho Hotel & Casino
- Wild Wild West Casino
- Wynn